# Pailbach
Der Pailbach ist ein fast 4,4 Kilometer langer Bach im Gebiet der Gemeinden Gratkorn, Graz und Stattegg im Bezirk Graz-Umgebung in der Steiermark. Er fließt in einem südöstlichen Ausläufer des östlichen Grazer Berglandes  der das nördlich gelegene Gratkorner Becken vom südlich gelegenen Grazer Becken trennt, und mündet dann von links kommend in die Mur. Auf seinem letzten Abschnitt vor der Mündung bildet der Pailbach die Gemeindegrenze zwischen Gratkorn und Graz und damit gleichzeitig auch die Bezirksgrenze zwischen Graz und Graz-Umgebung.

## Verlauf
Der Pailbach entsteht an einem Waldrand am südwestlichen Hang des Marxenkogels auf etwa 612 m ü. A. in der Gemeinde Stattegg, im westlichen Teil der Katastralgemeinde Stattegg-St. Veit ob Graz etwas südlich der Streusiedlung Rannach.
Der Bach fließt anfangs durch ein Waldgebiet für etwa 480 Meter ziemlich gerade nach Südwesten, ehe er die Gemeindegrenze zu Gratkorn und der Katastralgemeinde Gratkorn-St. Veit ob Graz erreicht. Direkt nach der Gemeindegrenze biegt er auf einen nach Südsüdwest fließenden Verlauf ein. Auf diesem Kurs bleibt er für rund 800 Meter, ehe er etwa 400 Meter nordöstlich der Streusiedlung Pail und des Hofes Pailbauer auf einen Kurs nach Südsüdost schwenkt. Nach etwa 960 Metern verlässt er schließlich den Wald und erreicht vier Teiche. Kurz vor den Teichen biegt der Pailbach etwa 460 Meter nordwestlich des Hofes Bogenhof auf einen Südwestkurs. Auf diesen Kurs nimmt er einen von links kommenden Wasserlauf auf. Etwa 560 Meter südöstlich des Hofes Kogelbauer, und kurz nachdem er ein weiteres Waldstück erreicht hat, bildet der Pailbach einen flachen Linksbogen durch den Pailgraben, um den Kanzelkogel zu umfließen. Der Kurs des Baches verläuft dabei insgesamt nach Südwesten und er verbleibt auch auf diesem Kurs bis zu seiner Mündung. Etwa 500 Meter vor seiner Mündung verlässt der Pailbach wieder den Wald und erreicht das Betriebsgelände eines Steinbruches, der Kalk vom Kanzelkogel abbaut. Etwa 150 Meter nordöstlich der Mündung unterquert der Pailbach außerdem die Grazer Straße B 67. Der Pailbach mündet nach fast 4,4 Kilometer langem Lauf mit einem mittleren Sohlgefälle von rund 56 ‰ etwa 246 Höhenmeter unterhalb seines Ursprungs direkt an der Grenze zwischen der Marktgemeinde Gratkorn und der Stadtgemeinde Graz in die Mur.
Auf seinem Lauf nimmt der Pailbach zwei andere unbenannte Wasserläufe auf.
Der Verlauf des Pailbaches bildet auf einer Strecke von etwa 180 Metern die Grenze zwischen den beiden Gemeinden Gratkorn und Graz.

## Kraftwerk
In der Mur, etwas flussaufwärts vor der Mündung des Pailbaches, wird seit 2021 das Wasserkraftwerk Gratkorn errichtet. Der Pailbach mündet dadurch in das Unterwasser des Kraftwerkes, wobei es nur geringe Eingriffe in seinen Verlauf geben soll. So soll nur der Mündungsbereich im Zuge des Kraftwerkbaues mit einer Sohlrampe versehen werden.